# Bitka za Trnovo
Bitka za Trnovo, ki je potekala med 19. in 21. januarjem 1945, je bila ena najpomembnejših bitk med drugo svetovno vojno na Primorskem, in eden največjih uspehov slovenskih partizanov, natančneje IX. korpusa.